# حسن البنا
حَسَن بَنّا (به عربی: حَسَن البَنّا) (۱۴ اکتبر ۱۹۰۶ – ۱۲ فوریهٔ ۱۹۴۹)، بنیان‌گذار جماعت اِخوان‌المسلمین و نخستین «مرشد عام» آن در سال ۱۹۲۸ در مصر بود. وی در سال ۱۹۴۹ میلادی توسط عوامل دولت مصر ترور شد. حسن البنا تأثیر بسیار عمیقی بر اندیشه‌های اسلامی در قرن بیستم گذاشت. در بسیاری از کشورهای عرب زبان از او با عنوان امام شهید یاد می‌شود.

## زندگی
حسن البنا به سال ۱۹۰۶ در دهکدهٔ محمودیه در دلتای رود نیل از نواحی بحیره مصر چشم به جهان گشود. او در خانواده‌ای مذهبی پرورش یافت، پس از اتمام دورهٔ تحصیلات در دانشسرای مقدماتی معلمان، در شانزده‌سالگی به قاهره رفت تا در دارالعلوم که مؤسس آن محمد عبده بود تحصیل کند. در آنجا وی به عضویت انجمن مکارم اخلاق الاسلامی و همچنین انجمن جوانان مسلمان درآمد.. حسن بنا در ۱۹۲۷، معلم دولتی شهر اسماعیلیه شد و در مارس ۱۹۲۸، جمعیت اخوان‌المسلمین را با شش عضو طرفدار و شاگردان محلی تشکیل داد.

## ترور
مدتی پس از جنگ عرب‌ها و اسرائیل (۱۹۴۸)، اختلافات بین حکومت پادشاهی و جامعه مصر که نیروهای داوطلبی به این جنگ اعزام نموده بود، بالا گرفت. با افزایش شمار هواداران اخوان، شایعاتی نیز مبنی بر قصد جماعت اخوان در مورد کودتا پخش شد که نهایتاً باعث شد که در دسامبر سال ۱۹۴۸ میلادی نخست وزیر محمود النقراشی پاشا جماعت اِخوان‌المسلمین را غیرقانونی اعلام کرده و اعضایش را دستگیر و زندانی کند. متعاقب آن یکی از دانشجویان عضو اخوان‌المسلمین اقدام به ترور نخست‌وزیر می‌کند. او در جریان این ترور کشته می‌شود. حسن البنا بیانیه‌ای می‌دهد و در آن این اقدام را محکوم و اعلام می‌کند که ترور شیوه اسلام نیست.
در ۱۲ فوریهٔ ۱۹۴۹ حسن البنا در دفتر جماعت جوانان مسلمان در قاهره منتظر رسیدن زکی علی پاشا به نمایندگی از دولت جهت مذاکره بود، ولی او نیامد. هنگامی که حسن البنا به‌همراه عبدالکریم منصور، شوهرخواهرش، از دفتر بیرون آمده و منتظر تاکسی بودند، توسط دو مرد و با شلیک گلوله کشته شدند.
پدر شیخ حسن البنا یکی از علمای الازهر و معروف به شیخ احمد السّاعاتی بود. این شیخ، فقیه و حدیث‌شناس معروفی بود، ولی برای امرار معاش خود، در اوقات فراغت به تعمیر ساعت می‌پرداخت و به همین دلیل به "ساعاتی" معروف شده بود. در کنار او شخصی به نام حاج محمد سلطان هم مغازه آموزش تعمیر ساعت داشت که شاگردان بسیاری را تعلیم داد. یکی از این شاگردان وی "حسن‌البنا" بود. مغازه او و شیخ احمد، مرکز تجمع و رفت‌وآمد "سلفی‌ها" - به‌شمار می‌رفت و می‌گویند که سید جمال‌الدین اسدآبادی در مدت اقامت خود در قاهره، از جمله افرادی بود که اغلب در این محل حضور می‌یافت و به سخن گفتن می‌پرداخت و به همین دلیل، علی‌رغم فاصله زمانی، بعضی‌ها مدعی هستند که حسن‌البنا از طریق حاج سلطان و پدر خود با افکار سید آشنا شده و راه جدیدی را در پیش گرفته‌است. خود شیخ حسن‌البنا در کتاب خاطراتش به نام "مذکره الدعوه و الداعیه" تصریح می‌کند که راه او "استمرار راه جمال‌الدین و محمد عبدُه" است.